# Gare de Pérenchies
Gare de Pérenchies vasútállomás Franciaországban, Pérenchies településen.

## Vasútvonalak
Az állomást az alábbi vasútvonalak érintik:
- Lille–Fontinettes-vasútvonal

## Kapcsolódó állomások
A vasútállomáshoz az alábbi állomások vannak a legközelebb:
- Gare de Saint-André
- Gare d’Armentières